# Groscavallo
Groscavallo é uma comuna italiana do tipo sparso da região do Piemonte, província de Turim, com cerca de 213 habitantes. Estende-se por uma área de 92 km², tendo uma densidade populacional de 2 hab/km². Faz fronteira com Ala di Stura, Balme, Bonneval-sur-Arc (FR - 73), Ceres, Ceresole Reale, Chialamberto, Noasca. A sede comunal fica na frazione de Pialpetta.

## Demografia
| Variação demográfica do município entre 1861 e 2011                               |
|                                                                                   |
| Fonte: Istituto Nazionale di Statistica (ISTAT) - Elaboração gráfica da Wikipedia |

## Toponímia
A comuna se chama "Grosscaval" em piemontês, "Gruskavà" em franco-provençal e "Groscaval" em francês.

## História
O território se formou com a fusão de três comunas em 1927: Bonzo, Forno Alpi Graie e a antiga Groscavallo... Anteriormente estas três aldeias estavam sob o controle dos condes de Savoia, que em Forno Alpi Graie fundiam o ferro para seu exército.

## Geografia
A comuna fica localizada no Vale do Lanzo, mais precisamente na região do Vale Grande do Lanzo e do rio Stura di Valgrande, a noroeste da capital do Piemonte. Estes vales ficam na seção dos Alpes chamada de Alpes de Lanzo e da Alta Maurienne - o território comunal fica exatamente na região alpina do Grupo do Levanna.. É uma comuna fronteiriça com a França.

## Lugares de Interesse
- Refúgio Alpino Paolo Daviso[7]
- Bivaque Soardi - Fassero[8]
- Lago Grande di Unghiasse
- Lago Sagnasse

Também há a igreja paroquial de Santa Maria Madalena, a Meridiana de Groscavallo, a Villa Pastrone e várias capelas nas respectivas fraziones.. No território da comuna também se localizam a Ponta Croset, o Monte Doubia a Ponta do Rous, a Ponta Rossa di Sea, o Monte Bellagarda, o Monte Unghiasse, a Cima della Crocetta, a Uia di Ciamarella, a Albaron di Sea, a Ponta Tonini, a Ponta Girard e o Barrouard.

## Transporte
A comuna de Groscavallo é atendida pela estrada SP33 della Val Granda.

## Administração
Esta comuna faz parte da União das Comunas Montanas dos Alpes Graios, escindida daUnião das Comunas Montanas do Vale do Lanzo, Ceronda e Casternone em 2014.

## Divisão administrativa
A comuna de Groscavallo se divide nas seguintes Fraziones:
| - Piapetta (sede) - Bonzo | - Campo della Pietra - Forno Alpi Graie | - Groscavallo - Migliere | - Ricchiardi |